# Echinocucumis multipodia
Echinocucumis multipodia is een zeekomkommer uit de familie Ypsilothuriidae.
De wetenschappelijke naam van de soort werd in 1965 gepubliceerd door Gustave Cherbonnier.